# Les Insolences d'Achille Talon
Les Insolences d'Achille Talon est un album de bande dessinée réalisé par Greg, septième tome de la série Achille Talon, paru en 1973 chez Dargaud.
Toujours en gags classiques, Achille Talon explore cette fois entre autres, les codes de la bande dessinée, la bande dessinée pour minorités, subit un traitement contre l'obésité à base d'un escalier au nombre incalculable de marches.
Greg continue son travail de mise en abyme : cette fois, si le dessinateur lui-même n'apparaît plus, Achille continue d'être représenté comme un "héros" du journal Pilote s'adressant régulièrement aux lecteurs de celui-ci dans des exposés didactiques.
Un gag remarquable montre une case entièrement en noir et blanc, à la suite d'une protestation de l'imprimerie du journal, qui selon Achille Talon ne respecterait pas les couleurs choisies par l'auteur.